# Bridgeport (Nowy Jork)
Bridgeport – jednostka osadnicza w Stanach Zjednoczonych, w stanie Nowy Jork, w hrabstwie Madison.